# Benjamín González (militar)
Benjamín Torcuato González (San Juan, 14 de enero de 1869 - Buenos Aires, 21 de marzo de 1935) fue un militar argentino, 14.º gobernador del Territorio Nacional de Formosa, entre 1929 y 1931.

## Biografía

### Familia
Don Benjamín Torcuato nació en San Juan, en 1869. Sus padres fueron Marcela Ramírez, y don Torcuato González. Segundo de 3 hermanos, Marcela (1865), Benjamín Torcuato (1869) y Eliseo (1872).

### Carrera militar
Su padre fue militar, y se retiró en 1883, y Benjamín fue obligado a ingresar al Ejército Argentino, a los quince años, en 1884. En 1889 fue ascendido a subteniente y en 1912 a coronel, y en 1920, a los 51 años contrae matrimonio con María Azul Velázquez, que en ese momento contaba solo con 19 años de edad.
En 1924 nace su primer hijo, Rodrigo.

### Gobernador
En 1929 es enviado a Formosa, como gobernador y sustituye al entonces gobernador don Martín Racedo.
En 1931 contrae una grave enfermedad y el Gobierno envía al Dr. Raúl Carranza como su sucesor. Es enviado a Buenos Aires y allí finalmente después de esa enfermedad, fallece en 1935.